# Закордонний виборчий округ України

Закордонні виборчі дільниці ЗВО

Закордонний виборчий округ України (ЗВО України) — виборчий округ, який об'єднує виборчі дільниці, що розташовані за межами території України, і складається із приміщень для голосування в посольствах та консульствах України та приміщеннях на військових базах за кордоном, на яких перебувають українські миротворчі контингенти (Косово та ДР Конго). Роль окружної виборчої комісії для Закордонного виборчого округу виконує Центральна виборча комісія. В Закордонному виборчому окрузі проводяться лише загальнодержавні голосування: вибори Президента і народних депутатів та всеукраїнські референдуми. Місцеві вибори у ЗВО не проводяться.
Дільниці на суднах, які перебувають у день виборів у плаванні під Державним прапором України, та дільниця на полярній станції України «Академік Вернадський», хоч фактично знаходяться за межами території України, входять до складу звичайних виборчих округів на території України. Дільниці на суднах входять до округів, в яких знаходяться їхні порти приписки, а дільниця на полярній станції входить до 223-го округу (місто Київ, Шевченківський район) за місцем находження Національного антарктичного наукового центру.
До закордонних дипломатичних місій України, окрім посольств та консульств, також належать представництва України при міжнародних організаціях та почесні консульства, але при них закордонні виборчі дільниці не утворюються. Окрім посольств та консульств, є також одна виборча дільниця, яка утворена при відділенні Посольства України в Аргентині, що знаходиться в місті Сантьяго в Чилі. 
Членами дільничних виборчих комісій, утворених в Закордонному виборчому окрузі, можуть бути будь-які громадяни України без судимостей, окрім кандидатів, їхніх представників та державних службовців, включно із працівниками закордонних дипломатичних установ України.
В листопаді 2011 року була ухвалена нова редакція Закону України «Про вибори народних депутатів України», відповідно до якої Закордонний виборчий округ переставав існувати, а закордонні виборчі дільниці рівномірно розподілялись між виборчими округами на території міста Києва. Але вже у квітні 2012 року Конституційний Суд України визнав таке нововведення неконституційним, аргументуючи це, з поміж іншого, тим що зарахування закордонних виборців до округів міста Києва перешкоджає повноцінному відображенню волевиявлення тих виборців, які проживають на території міста Києва, тому Закордонний виборчий округ був повернутий до цього закону.

## Чисельність та явка
Станом на день голосування в першому турі президентських виборів 2019 року, в Закордонному виборчому окрузі налічувалось 552 357 виборців (всього 35 595 041 громадян мали право голосу, тобто ЗВО складав приблизно 1.5 % всіх виборців), з них 268 на військовій базі в місті Гома в ДР Конго та 42 на військовій базі в місті Ново Село в Республіці Косово. На день голосування парламентських виборів 2019 року існували 102 виборчі дільниці в 72 країнах світу, з них 5 в Німеччині, по 4 в США, Польщі та Італії, по 3 в Канаді, Іспанії, Туреччині та КНР. Генеральне консульство України в Мілані є єдиним місцем у ЗВО, в якому знаходяться приміщення для голосування одразу двох виборчих дільниць.
Закордонний виборчий округ вирізняється від звичайних виборчих округів досить низькою явкою (близько 10-15 % проти понад 50 % в округах на території України, хоча в країнах де є організована українська громада, явка є трохи вищою), оскільки територіально розміри виборчих дільниць є дуже великими і багато виборців не мають можливості дістатися до місця голосування, а якщо і дістануться, то часто мають вистояти величезні черги до приміщення для голосування. До списків виборців на ЗВО включається лише мала частина українських громадян, які перебувають за кордоном, через досить складну процедуру внесення до списку виборців та приховування українськими громадянами факту свого перебування за кордоном від української влади. Також, для голосування у ЗВО громадяни мають двічі особисто з'явитися у посольстві чи консульстві — для реєстрації і для власне голосування.

## Відмінності від звичайних виборчих округів
Виборчий процес на закордонному виборчому окрузі відрізняється від виборів на округах, розташованих на території України. Відмінності полягають, зокрема, в наступному:
- Виборчі округи на території України утворені таким чином, щоб в них проживала приблизно однакова кількість виборців. На момент утворення сучасних виборчих округів у 2012 році, середня кількість становила 161 140 виборців.[д 6] ЗВО із 552 357 виборцями явно не відповідає цьому правилу.
- На парламентських виборах громадяни в кожному виборчому окрузі на території України, окрім голосування за партійні списки (загальнодержавний одномандатний округ) також обирають депутата-«мажоритарника» (одномандатний мажоритарний округ). Виборці у ЗВО голосують тільки за партійні списки.
- Місцеві вибори (вибори міських, сільських, селищних голів, вибори сільських, селищних, міських, районних, обласних рад, тощо) на Закордонному виборчому окрузі не проводяться.
- Центральна виборча комісія здійснює повноваження окружної виборчої комісії в Закордонному виборчому окрузі, наприклад утворює дільничні виборчі комісії Закордонного округу, отримує від них протоколи підрахунку голосів та реєструє спостерігачів.[з 2]
- Деяку роль в організації виборчого процесу на ЗВО відіграє також Міністерство закордонних справ України, зокрема воно бере участь у формуванні складу дільничних виборчих комісій,[з 3] веде список виборців для ЗВО,[д 7] передає виборчі бюлетені та іншу виборчу документацію від ЦВК до дільничних виборчих комісій і навпаки.[з 4][д 8]
- Голосування відбувається як і в Україні, з 8:00 до 20:00, але за місцевим, а не за київським часом.[з 5] Найраніше голосування починається в приміщенні для голосування в Посольстві України в Австралії — о 23:00 попереднього дня за київським часом, а найпізніше в приміщенні в Генеральному консульстві України в Сан-Франциско — о 18:00 за київським часом.[12]
- На відміну від території України, де розміри виборчих дільниць не перевищують сотню квадратних кілометрів, а у великих містах взагалі бувають меншими за квартал, в Закордонному виборчому окрузі дільниці охоплюють цілі країни, а іноді й частини континентів. Це створює значні проблеми виборцям у ЗВО.
- На Закордонному виборчому окрузі голосування за місцем перебування (для осіб, які через стан здоров'я не можуть самі прийти до приміщення для голосування) не відбувається, що пояснюється величезними розмірами дільниць.[з 6]
- На закордонних виборчих дільницях громадяни для отримання бюлетеня мають пред'явити не «внутрішній» паспорт, а закордонний паспорт, або ж дипломатичний чи службовий паспорт.[13]
- Якщо на території України громадяни вносяться до списку виборців на виборчій дільниці за їхнім місцем реєстрації, то на ЗВО за даними консульського обліку.[14]
- В країнах, де перебуває значна кількість українських громадян, наприклад в Польщі, Німеччині, Молдові, США або Канаді, списки виборців на виборчих дільницях можуть налічувати по декілька десятків тисяч осіб (найбільше їх на дільниці при посольстві в Кишиневі — понад 50 тисяч виборців), при цьому на території України списки виборців не перевищують двох з половиною тисяч осіб.[15]

## Ліквідація виборчих дільниць на території Росії

Закордонні виборчі дільниці України, до яких відносяться частини території Росії

В 2018 році Центральна виборча комісія, за поданням МЗС України, ухвалила рішення закрити всі приміщення для голосування на території Росії, а саме в посольстві у Москві та в консульствах у Санкт-Петербурзі, Ростові-на-Дону, Єкатеринбурзі та Новосибірську. Виборці на території Росії були віднесені до дільниць у посольствах сусідніх країн. Північно-Кавказький та Південний федеральний округ були включені до меж виборчої дільниці Посольства України в Грузії, решта європейської частини Росії до Посольства України у Фінляндії, азійська частина Росії була віднесена до Посольства України в Казахстані. Це було зроблено з міркувань безпеки. За словами Міністра закордонних справ України Павла Клімкіна, існують великі безпекові ризики, такі як правоохоронний, адміністративний і пропагандистський тиск на виборців та членів комісій, імовірність здійснення небезпечних провокацій, інфільтрація агентів спецслужб у склад виборчих комісій, втручання російської влади у вибори тощо. Міністр узагальнив позицію МЗС такою заявою:
|  | Ми вважаємо, що проведення вільних і чесних виборів на території країни-агресора є неможливим, позбавленим політичного і юридичного сенсу, а для тих, хто вирішить узяти в них участь, – просто небезпечним. |

Це дало привід російським засобам масової інформації заявляти про нелегітимність українських президентських виборів через те, що не відкривались приміщення для голосування на території Росії, а також російські спостерігачі не допускались до спостереження за виборами.
Це рішення в січні 2019 року оскаржувалось у Верховному Суді України, але суд визнав його законним.

## Складнощі із голосуванням за кордоном
На президентських виборах 2019 року у Закордонному виборчому окрузі своїм правом голосу скористались 59 830 виборців із 552 357 осіб зареєстрованих у списках, при тому що в державних реєстрах фіксується близько 6 мільйонів українських громадян, що перебувають за кордоном. Таким чином, лише приблизно 1 % українських громадян за кордоном бере участь у виборах. Багато українців, що перебувають поза межами України, приховують своє перебування там від української держави, в тому числі через часті заяви політиків про можливість введення оподаткування «заробітчан» та покарання за подвійне громадянство, а також через недовіру до українських органів влади загалом. Ті ж громадяни, які все ж вирішують проголосувати, мають подати заяву про внесення їх до списку виборців на закордонній дільниці або стати на консульський облік в дипломатичній установі України, що матиме наслідком, так само, включення до списку виборців. В обох випадках вони мають або надіслати заяву поштою, разом із паспортом громадянина України та оригіналом дозволу на проживання, що вважається ризикованим, або приїхати до дипломатичної установи особисто. Паспорт іншої держави як підтвердження дозволу на проживання в цій державі не підходить, оскільки Україна не визнає інших громадянств у своїх громадян, тому громадяни України що також мають паспорт іншої держави не можуть домогтися внесення себе до списку виборців, так само як і стати на консульський облік. Особисте відвідування посольства чи консульства для внесення в список виборців та для голосування для багатьох громадян є проблематичним, оскільки вони мають подолати величезні відстані. Наприклад, українець який живе в місті Перт має подолати більше 3000 км щоб дістатися до посольства в Канберрі, а квиток на літак через весь континент може коштувати 800 доларів і більше (близько 15 000 гривень). Окрім фінансової складової, така подорож займає один, а то й декілька днів. Особливо гостро ця проблема стоїть в країнах з малою кількістю виборчих дільниць і великою територією або на дільницях, які охоплюють декілька великих країн, наприклад Бразилія, ПАР, Австралія, Китай. В день виборів, перед приміщеннями для голосування в країнах, де перебуває значна кількість українців, наприклад в Німеччині, Чехії, США, Молдові чи Естонії, вишуковуються величезні черги. Через низьку пропускну здатність закордонних виборчих дільниць, виборці мають чекати в черзі по декілька годин. Іноді, не всі виборці встигають проголосувати до часу закриття приміщення для голосування, і доводиться продовжити його роботу на деякий час. Також, проявляється проблема з укомплектуванням дільничних виборчих комісій на закордонних дільницях.
Через перелічені вище проблеми закордонні українці активно виступають за запровадження електронного голосування, хоча б для закордонних виборців. Противники голосування через Інтернет зазначають що існуватимуть сумніви у чесності підрахунку голосів, до того ж не буде можливості переконатись у тому що голос був відданий вільно та особисто, тобто чи не голосувала людина під наглядом іншої людини, а то й спецслужби країни перебування. Також критики голосування через інтернет побоюються великої кількості голосів із Росії, чесність яких буде під сумнівом. Окрім цього, закордонні виборці просять запровадити систему реєстрації на консульський облік через Інтернет та дозволити голосування поштою. Разом із цим, закордонні виборці бідкаються про недостатню кількість виборчих дільниць і пропонують відкривати їх не тільки при посольствах і консульствах, але також при почесних консульствах України або десь іще. Влада, зокрема в особі Міністра закордонних справ Павла Клімкіна, розводить руками, вказуючи на те, що чинне українське законодавство дозволяє відкривати виборчі дільниці за кордоном лише при посольствах і консульствах та на військових базах, до того ж, не всі країни дозволять відкривати виборчі дільниці поза межами дипломатичних представництв. При цьому Клімкін висловив свою повну підтримку ідеям запровадження електронного голосування.
Для розв'язання проблем, які виникають при організації виборів у Закордонному виборчому окрузі, та для полегшення процесу організації виборів, народні депутати від партії «Самопоміч» Єгор Соболєв та Олександр Данченко 14 лютого 2019 зареєстрували законопроєкт № 10053 «Про внесення змін до деяких законів України щодо забезпечення реалізації права голосу на закордонних виборчих дільницях», який станом на липень 2019 року знаходиться на розгляді в комітеті з питань правової політики та правосуддя. В пояснювальній записці найбільшими перешкодами до реалізації виборчих прав громадян за кордоном депутати назвали величезну відстань до виборчих дільниць, малу пропускну спроможність приміщень для голосування, складення виборчих списків в алфавітному порядку за адресами, а також зазначили непрактичність розсилання іменних запрошень на вибори. Можливість подачі заяв та перевірки включення у список виборців лише особисто приїхавши до дипломатичної установи змушує багатьох виборців долати величезні відстані не один раз, а двічі. Складення виборчих списків в алфавітному порядку за адресами, на твердження авторів законопроєкту, значно ускладнює пошук виборця у списку виборців, оскільки часто існує багато географічних об'єктів з однаковою назвою, наприклад «Мейн-стріт» в англомовних країнах, що заплутує учасників виборчого процесу (хоча біля деяких приміщень для голосування волонтери допомагають виборцям, які стоять в черзі, завчасно знайти свій номер в списку, що трохи послаблює проблему). Щодо іменних запрошень, вказується що через велику кількість неактуальних адрес, понад 80 % запрошень не доходять до адресата, до того ж, надсилання цих запрошень може бути доволі витратним. В законопроєкті пропонуються такі зміни:
- введення можливості подачі закордонними виборцями заяви про тимчасову зміну місця голосування, про включення до реєстру виборців або про внесення змін до персональних даних виборця в електронному вигляді та отримання відповіді на неї на електронну пошту;
- складення списків виборців для закордонних виборчих дільниць за алфавітним порядком прізвищ, а не адрес;
- виготовлення попередніх списків виборців для закордонних дільниць в електронному вигляді, а не в паперовому;
- скасування надсилання іменних запрошень виборцям, натомість інформування їх про вибори шляхом публікації інформації на вебсайті дипломатичної установи та у місцевих засобах масової інформації;

## Підходи інших країн до голосування громадян за кордоном
У світі існують два основних підходи щодо віднесення голосів громадян, які знаходяться за кордоном, до певного округу: їхні голоси зараховуються до одного (весь світ) або декількох (кожен охоплює певну частину іноземних територій) закордонних виборчих округів, або ж їхні голоси якимось чином зараховуються до округів, що знаходяться на території їхньої батьківщини. Єдиний «закордонний виборчий округ» існує в багатьох країнах, наприклад в Болгарії (болг. Избирателен район Чужбина) або в Хорватії (хорв. Izborna jedinica Dijaspora). Українські закордонні виборці не можуть обирати депутатів-«мажоритарників» до парламенту, на відміну від багатьох інших країн, наприклад Франції, Португалії чи Хорватії. В деяких країнах існують не один, а декілька закордонних виборчих округів, кожен з яких охоплює лише певну частину іноземних територій. Для прикладу, в Португалії існує два закордонних виборчих округи: один містить країни Європи, інший всі країни поза Європою. У Франції є 11 закордонних округів, кожен включає декілька країн Європи або великі частини інших континентів. Подібні «роздрібнені» закордонні округи є також в Італії та Північній Македонії.
Іншим підходом є зарахування голосів закордонних громадян до одного чи декількох виборчих округів (зазвичай в столиці) на території держави, громадянами якої вони є. Саме такий підхід був скасований в Україні Конституційним Судом в 2012 році [⇨]. Цей підхід використовується в Нідерландах, де громадяни, які живуть за кордоном, зараховуються до виборчого округу Гаазького муніципалітету (при цьому відповідальним за реєстрацію закордонних виборців є мер Гааги), в Польщі, де голоси закордонних поляків зараховуються до виборчого округу 19 (Варшава), в Білорусі, де закордонні голоси приписуються до 95-го Купаловського округу в місті Мінськ, за розташуванням МЗС Білорусі, та в інших країнах.
Щодо самого голосування, залежно від країни, громадяни або мають обов'язково особисто прийти до приміщення для голосування за кордоном, або вони можуть проголосувати дистанційно (поштою або через Інтернет). Деякі країни, серед яких Норвегія та Австралія, дозволяють виборцям, які будуть у день виборів за кордоном, але незадовго до цього будуть на батьківщині, проголосувати завчасно. Громадяни тих країн, які дозволяють голосування лише в приміщенні для голосування, мають прийти до дипломатичної установи своєї країни щоб проголосувати. Виключенням є, зокрема, молдовські закордонні виборці, які можуть організувати приміщення для голосування будь-де, навіть у крамниці, за дотримання певних умов. Українське ж законодавство дозволяє голосування за кордоном лише в дипломатичних місіях України.
Багато країн світу, на відміну від України, надають виборцям можливість зареєструватись у виборчих списках для голосування за кордоном та власне проголосувати, поштою (паперовою або електронною) або через Інтернет. Так, наприклад в Естонії, можна проголосувати через Інтернет, а в США, залежно від штату, виборці або отримують бюлетень паперовою поштою, заповнюють його, і відсилають назад, або отримують бюлетень електронною поштою чи факсом, роздруковують його, і відсилають, або голосують через Інтернет. Деякі держави взагалі не передбачають можливості голосування громадянами, що перебувають за кордоном. Як приклад можна навести громадян Ізраїлю, які можуть голосувати тільки на території Ізраїлю, а ті що перебувають за кордоном (окрім дипломатів та працівників деяких державних організацій за кордоном) не мають можливості проголосувати. Те саме, за виключенням виборів до Європейського Парламенту, стосується й Ірландії.
У Великій Британії, громадянам які живуть або тимчасово перебувають за кордоном, дозволяється делегувати когось іншого голосувати від його імені. Під час виборів до Європейського парламенту громадянин однієї країни-члена ЄС, який проживає в іншій країні-члені ЄС, може проголосувати в країні перебування на тих самих умовах, що і місцеві громадяни. Наприклад, громадянин Ірландії, який проживає в Іспанії, може взяти участь у виборах як іспанський виборець і проголосувати за партію, що висувається до ЄП від Іспанії.

## Результати голосувань

### Президентські вибори
|  | На цьому місці має відображатися графік чи діаграма, однак з технічних причин його відображення наразі вимкнено. Будь ласка, не видаляйте код, який викликає це повідомлення. Розробники вже працюють для того, щоби відновити штатне функціонування цього графіка або діаграми. |

|  | На цьому місці має відображатися графік чи діаграма, однак з технічних причин його відображення наразі вимкнено. Будь ласка, не видаляйте код, який викликає це повідомлення. Розробники вже працюють для того, щоби відновити штатне функціонування цього графіка або діаграми. |

|  | На цьому місці має відображатися графік чи діаграма, однак з технічних причин його відображення наразі вимкнено. Будь ласка, не видаляйте код, який викликає це повідомлення. Розробники вже працюють для того, щоби відновити штатне функціонування цього графіка або діаграми. |

|  | На цьому місці має відображатися графік чи діаграма, однак з технічних причин його відображення наразі вимкнено. Будь ласка, не видаляйте код, який викликає це повідомлення. Розробники вже працюють для того, щоби відновити штатне функціонування цього графіка або діаграми. |

|  | На цьому місці має відображатися графік чи діаграма, однак з технічних причин його відображення наразі вимкнено. Будь ласка, не видаляйте код, який викликає це повідомлення. Розробники вже працюють для того, щоби відновити штатне функціонування цього графіка або діаграми. |

### Парламентські вибори
На Закордонному виборчому окрузі «проєвропейські» партії традиційно мають більшу електоральну підтримку, ніж «проросійські». Для прикладу, на парламентських виборах 2012 року на ЗВО найбільше голосів набрала ВО «Свобода», на третину відсотка обігнавши Партію регіонів, тоді як на території України впевнено перемогла Партія регіонів, набравши в три рази більше голосів ніж ВО «Свобода». Як інший приклад можна навести той факт, що Комуністична партія України на ЗВО завжди отримувала в рази менше голосів, ніж на території України. У 2014 році Опозиційний блок переміг у переважній більшості округів східної України, але у ЗВО переміг тільки на одній дільниці.
|  | На цьому місці має відображатися графік чи діаграма, однак з технічних причин його відображення наразі вимкнено. Будь ласка, не видаляйте код, який викликає це повідомлення. Розробники вже працюють для того, щоби відновити штатне функціонування цього графіка або діаграми. |

|  | На цьому місці має відображатися графік чи діаграма, однак з технічних причин його відображення наразі вимкнено. Будь ласка, не видаляйте код, який викликає це повідомлення. Розробники вже працюють для того, щоби відновити штатне функціонування цього графіка або діаграми. |

|  | На цьому місці має відображатися графік чи діаграма, однак з технічних причин його відображення наразі вимкнено. Будь ласка, не видаляйте код, який викликає це повідомлення. Розробники вже працюють для того, щоби відновити штатне функціонування цього графіка або діаграми. |

|  | На цьому місці має відображатися графік чи діаграма, однак з технічних причин його відображення наразі вимкнено. Будь ласка, не видаляйте код, який викликає це повідомлення. Розробники вже працюють для того, щоби відновити штатне функціонування цього графіка або діаграми. |

|  | На цьому місці має відображатися графік чи діаграма, однак з технічних причин його відображення наразі вимкнено. Будь ласка, не видаляйте код, який викликає це повідомлення. Розробники вже працюють для того, щоби відновити штатне функціонування цього графіка або діаграми. |

## Список виборчих дільниць
Приміщення для голосування закордонних виборчих дільниць Закордонного виборчого округу є в усіх посольствах та консульствах України за кордоном, окрім посольства та консульств в Росії, посольств у Ватикані, Індонезії, Іраку, Пакистані, Таджикистані, Анголі, Ефіопії, Кенії, Нігерії та Сенегалі, консульства у Сан-Паулу, а також окрім посольств в Лівії та Сирії, які через триваючі там військові зіткнення, тимчасово перебувають в Тунісі та Лівані відповідно.
Також є країни, які не входять до жодної закордонної виборчої дільниці: Ісландія, Албанія, Бутан, Лаос, Північна Корея, Папуа-Нова Гвінея, Гаїті, багато африканських країн, серед яких Сьєрра-Леоне, Гвінея-Бісау, Гамбія, Ліберія, Кот-д'Івуар, Буркіна-Фасо, Гана, Того, Камерун, Екваторіальна Гвінея, Конго, ДР Конго, Чад, Центральноафриканська Республіка, Південний Судан, Уганда, Джибуті, Еритрея та Сомалі, а також численні острівні держави Тихого океану та Карибського моря.
Виборчі дільниці є також і на військових базах, де є українські миротворчі контингенти. Наразі це база українських миротворчих сил в Косово та база при 18-му окремому вертолітному загоні в ДР Конго. Раніше також існувала дільниця при 56-му окремому вертолітному загоні Місії ООН у Республіці Ліберія (ВД № 900113). Окрім цього, в минулому існувала ще одна дільниця при 18-му вертолітному загоні (ВД № 900112) в місті Бунія, одночасно із дільницею в місті Гома, яка існує і зараз.
Виборчі дільниці за кількістю виборців:
| Алжир Малі Нігер | Нігерія Бенін Габон |

| ПАР Ботсвана Замбія Зімбабве Маврикій Мадагаскар Мозамбік Намібія | Лесото Есватіні Кенія Бурунді Малаві Руанда Танзанія Ангола |

Межі виборчих дільниць в Німеччині
Межі виборчих дільниць в Польщі
Межі виборчих дільниць в США
Межі виборчих дільниць в Канаді
Межі виборчих дільниць в Італії
Межі виборчих дільниць в Іспанії
Межі виборчих дільниць в Туреччині
Межі виборчих дільниць в КНР

## Мапа
Приміщення для голосування в:
     Посольствах
     Консульствах
     Відділеннях посольств
     Військових базах